# 明朝三公
明朝三公，即明朝的太師、太傅、太保三职的合称，正一品。负责协助皇帝处理重要国事政务，职位至重。

## 概述
洪武三年，明太祖朱元璋授李善長为太師、徐達为太傅、常遇春为太保。建文年间，三公职位被撤。直到永乐二十年八月，明成祖朱棣再恢复三公职位，但无实授。宣德三年，明宣宗授英國公張輔为太師，沐晟为太傅，陈懋为太保，当时三公官职，几乎为專授。自宣德、正统年间以后，三公成为虛銜，為勳戚文武大臣加官、贈官。然而文臣中没有生加三公者，只有死后追赠，如劉伯溫追贈太師。嘉靖二年，明世宗加楊廷和为太傅，楊廷和辭而不受。之后文臣中全加太師、太傅、太保者，只有张居正。其中萬曆九年加太傅，十年加太師。
通常都是由太保加至太傅，之后加至太师。明朝一朝中，获得太师加官的多为武将，比如张辅、张懋、朱永、张鹤龄、徐光祚、郭勋、朱希忠等；文官除了李善長，只有张居正。